# 昆明山海棠
昆明山海棠（学名：Tripterygium hypoglaucum），別名紫金皮、紫金藤、掉毛草、胖關藤、紅毛山藤、火把花、斷腸草，为卫矛科雷公藤属植物，中国特有植物，主要分布在贵州、四川、安徽、广西、浙江、湖南、云南等地，生长于海拔500米至3,300米的地区，多生在山地林中。

## 药用
干燥根可入药，祛风除湿，活血舒筋。

## 延伸阅读
[在维基数据编辑]
 《植物名實圖考·昆明山海棠》，出自吳其濬《植物名實圖考》